# 绝味食品

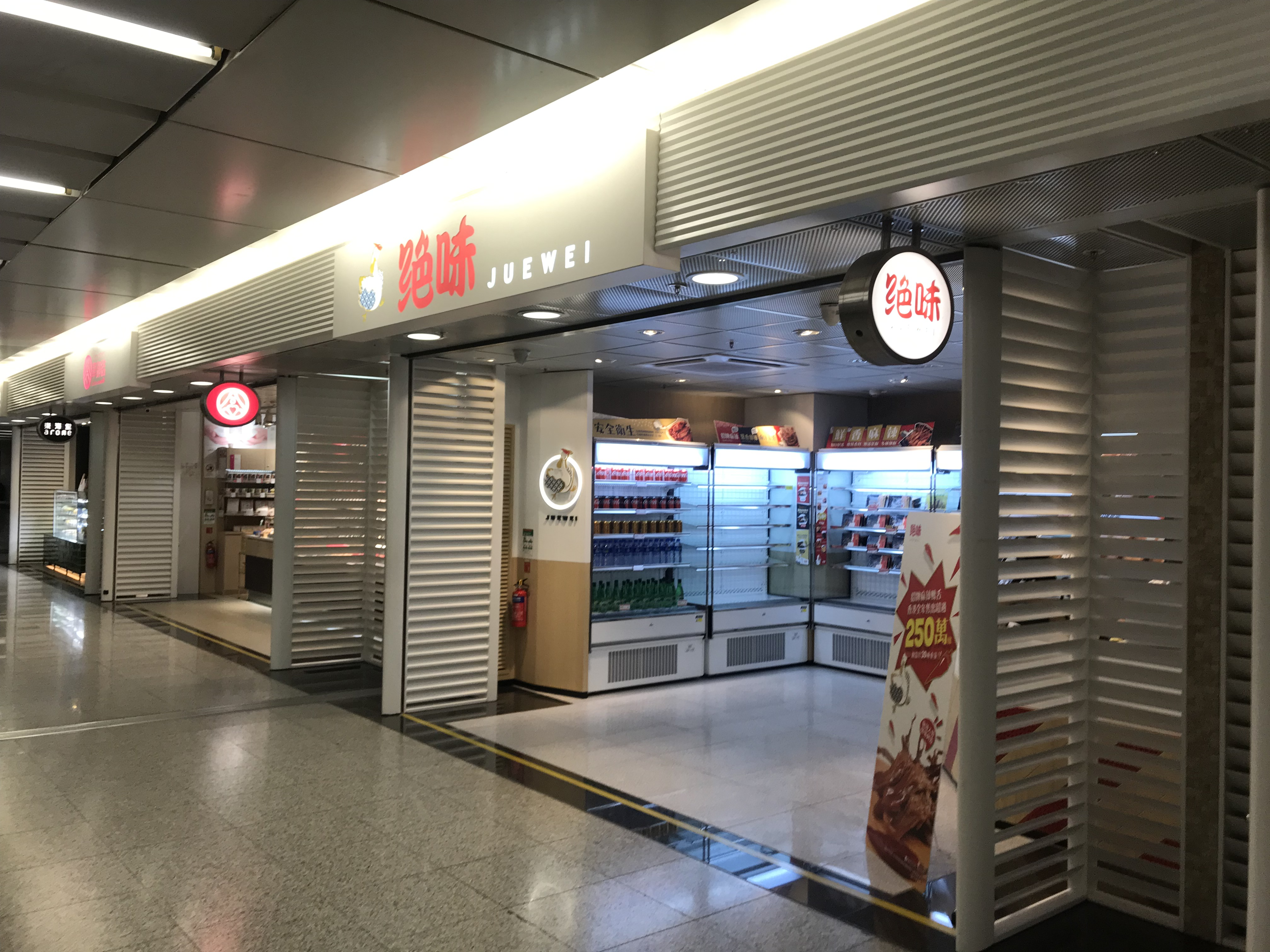
位于香港九龍站的门店

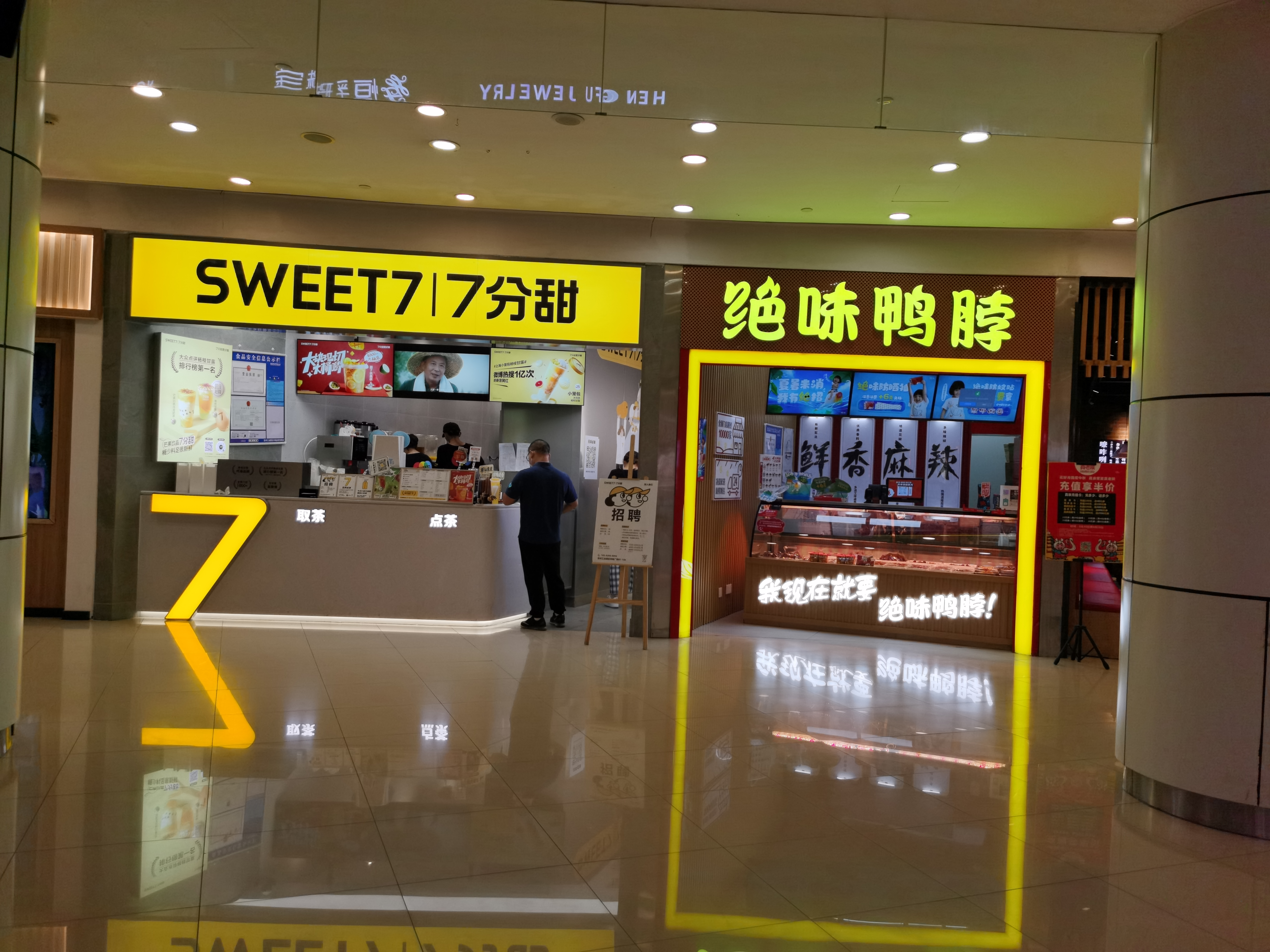
位于苏州邻瑞广场的门店

绝味食品（英語：Juewei Food，上交所：603517，原名绝味鸭脖）是中国一家连锁食品公司，其总部在湖南省长沙市。

## 历史
2006年由戴文军在湖南省长沙市建立，截至2009年绝味鸭脖有多于2,000个门店。其中鸭脖是绝味鸭脖销售的知名产品。2017年在上海证券交易所挂牌上市。主要竞争对手是周黑鸭和煌上煌。

## 争议

### 发布低俗广告被处罚
2017年双11购物狂欢节期间，绝味鸭脖在天猫旗舰店上的卡通海报显示只穿内裤的女性张开双腿，脚上戴着镣铐，并附上文案“想要吗？鲜嫩多汁”。同年12月22日，长沙市工商行政管理局对长沙绝味食品营销有限公司下发了行政处罚决定书，责令停止发布违法广告，并罚款60万元。绝味鸭脖当天在官方微博上发布了道歉信。

### 食物安全事件
2020年5月，澳門有10人進食絕味鴨脖出售的鴨脖、鴨腎和鴨舌後感到不適，出現發燒、腹瀉和頭痛等症狀。澳門市政署要求位於高士德的分店暫時停業，員工亦需通過食物安全管理課程。